# 郑汴物流通道
郑汴物流通道，是贯穿郑州市郑东新区、中牟县、开封市金明区的一条公路，2012年10月27日建成通车，目前为 314省道的一段。

## 路线
郑汴物流通道西起郑州东四环，与商鼎路相接，东至开封市宋城路与金明大道交叉口转盘。郑汴物流快速通道郑州段全长32.06公里，开封段长12.57公里，是郑州市10条市域快速通道之一，也被市民称为第二条“郑开大道”。该路全程采用一级公路标准建设，双向八车道，设计速度100公里/小时。从道路设计功能上讲，郑汴物流快速通道主要为货运车辆通道，但同时并不禁止小型客车通行。